# فلیسیسیمو آمپون
فلیسیسیمو آمپون (انگلیسی: Felicisimo Ampon; ۲۷ اکتبر ۱۹۲۰ – ۷ اکتبر ۱۹۹۷) یک تنیس‌باز اهل فیلیپین بود.